# Charles Rognon
Charles Amédée Rognon, né le 1er octobre 1861 dans le 6e arrondissement de Paris et mort le 27 décembre 1911 dans le 6e arrondissement de Paris, est un administrateur colonial français qui fut ensuite Directeur de l'Office colonial. 

## Biographie
Fils d'un pasteur réformé, Charles Rognon fut notamment en poste comme chef de secrétariat du gouvernement en Guadeloupe de 1889 à 1894 puis en Nouvelle-Calédonie de 1894 à 1899, avant de muter au Dahomey en qualité de secrétaire général de 1900 à 1901 et d'exercer la même fonction en Guadeloupe de 1901 à 1903. 
Secrétaire général de la colonie du Sénégal de février 1903 à février 1905, il y assure brièvement l'intérim du gouverneur Camille Guy en 1903. Il passe ensuite secrétaire général de la Nouvelle-Calédonie où il officie en tant que gouverneur par intérim de mai 1905 à septembre 1906. 
Il est nommé gouverneur du Gabon en 1909, avant d'être promu gouverneur général de l'Afrique-Équatoriale française par intérim de Martial Merlin de 1909-1910. Son dernier poste est celui de Directeur de l'Office colonial, qu'il occupe à son décès. 

## Décoration
- Chevalier de la Légion d'honneur (22 juillet 1906)